# Karen Gevorkjan
Karen Gevorkjan (født 7. maj 1941 i Jerevan i Sovjetunionen) er en sovjetisk filminstruktør og manuskriptforfatter.

## Filmografi
- Pegij pjos, begusjjij krajem morja (Пегий пёс, бегущий краем моря, 1990)[1][2]